# Wendy Mackay
Pour les articles homonymes, voir Mackay.
Wendy Elizabeth Mackay, née le 25 mai 1956, est une directrice de recherche canadienne spécialiste de l'interaction humain-machine.
Elle dirige le laboratoire de recherche ExSitu à l'INRIA de Paris-Saclay. Son domaine d'expertise est la compréhension des contextes d'utilisation des technologies et la création de partenariat humains-machines dans le design d'outils informatiques. Mackay est une personnalité centrale dans la communauté d'interaction humain-machine, faisant partie du comité de SIGCHI et ayant été élue à la CHI Academy.

## Carrière et contributions
Mackay obtient un bachelor en psychologie de l'université de San Diego en 1977. Elle poursuit avec une maîtrise en psychologie expérimentale à l'université du Nord-Est en 1979, et complète un doctorat en Management au Massachusetts Institute of Technology en 1990. Après sa maitrise, Mackay travaille pour l'entreprise Digital Equipment Corporation (DEC). À partir de 1983, elle participe à la R&D du groupe, et y dirige plus de 30 projets, incluant le premier système de vidéo interactif, nommé IVIS. En 1986, toujours à DEC, elle reçoit un soutien pour mener finaliser un travail de doctorat au MIT, où elle réalise la première étude sur le courrier électronique. Elle rejoint par la suite Xerox PARC. Arrivée en France à la fin des années 1990, elle est l'une des pionnières de la recherche en interaction humain-machine en France et devient directrice de recherche à l'INRIA en 2002.
Les contributions de Mackay à l'interaction humain-machine incluent le développement de systèmes d'interaction tangibles (notamment l'augmentation d'interfaces papiers) ou de communication multimédia comme IVIS, ainsi que des méthodes de recherche et de conception.

## Récompenses notables
- 2009 : Élue à la CHI Academy[5]
- 2014 : ACM SIGCHI Lifetime Service Award[5]
- 2017 : Doctorat honoraire de l'Université d'Aarhus[6]
- 2019 : membre de l'Association for Computing Machinery[7]
- 2024: Association for Compting Machinery SIGCHI Lifetime Research Award pour sa contribution à l'étude de l'interaction humain-machine[8].